# Mosnac (Charente Marítim)
Mosnac és un municipi francès situat al departament del Charente Marítim i a la regió de la Nova Aquitània. L'any 2007 tenia 468 habitants.

## Demografia

### Població
El 2007 la població de fet de Mosnac era de 468 persones. Hi havia 204 famílies de les quals 60 eren unipersonals (20 homes vivint sols i 40 dones vivint soles), 64 parelles sense fills, 48 parelles amb fills i 32 famílies monoparentals amb fills.
La població ha evolucionat segons el següent gràfic:
Habitants censats

### Habitatges
El 2007 hi havia 261 habitatges, 203 eren l'habitatge principal de la família, 31 eren segones residències i 27 estaven desocupats. 256 eren cases i 3 eren apartaments. Dels 203 habitatges principals, 177 estaven ocupats pels seus propietaris, 24 estaven llogats i ocupats pels llogaters i 2 estaven cedits a títol gratuït; 3 tenien una cambra, 4 en tenien dues, 26 en tenien tres, 47 en tenien quatre i 123 en tenien cinc o més. 166 habitatges disposaven pel capbaix d'una plaça de pàrquing. A 92 habitatges hi havia un automòbil i a 93 n'hi havia dos o més.

### Piràmide de població
La piràmide de població per edats i sexe el 2009 era:
| Homes | Edats   | Dones |
| ----- | ------- | ----- |
| 0     | 95 o +  | 0     |
| 0     | 90 a 94 | 4     |
| 0     | 85 a 89 | 20    |
| 4     | 80 a 84 | 4     |
| 16    | 75 a 79 | 8     |
| 12    | 70 a 74 | 20    |
| 12    | 65 a 69 | 16    |
| 16    | 60 a 64 | 12    |
| 4     | 55 a 59 | 12    |
| 16    | 50 a 54 | 20    |
| 24    | 45 a 49 | 16    |
| 16    | 40 a 44 | 16    |
| 8     | 35 a 39 | 20    |
| 24    | 30 a 34 | 4     |
| 8     | 25 a 29 | 24    |
| 12    | 20 a 24 | 0     |
| 20    | 15 a 19 | 8     |
| 12    | 10 a 14 | 12    |
| 12    | 5 a 9   | 12    |
| 4     | 0 a 4   | 0     |

## Economia
El 2007 la població en edat de treballar era de 290 persones, 183 eren actives i 107 eren inactives. De les 183 persones actives 164 estaven ocupades (92 homes i 72 dones) i 20 estaven aturades (6 homes i 14 dones). De les 107 persones inactives 40 estaven jubilades, 23 estaven estudiant i 44 estaven classificades com a «altres inactius».

### Ingressos
El 2009 a Mosnac hi havia 207 unitats fiscals que integraven 462,5 persones, la mediana anual d'ingressos fiscals per persona era de 15.457 €.

### Activitats econòmiques
Dels 19 establiments que hi havia el 2007, 1 era d'una empresa alimentària, 1 d'una empresa de fabricació d'altres productes industrials, 3 d'empreses de construcció, 2 d'empreses de comerç i reparació d'automòbils, 1 d'una empresa de transport, 3 d'empreses d'hostatgeria i restauració, 1 d'una empresa immobiliària, 2 d'empreses de serveis, 1 d'una entitat de l'administració pública i 4 d'empreses classificades com a «altres activitats de serveis».
Dels 8 establiments de servei als particulars que hi havia el 2009, 2 eren paletes, 1 guixaire pintor, 1 lampisteria, 1 perruqueria, 1 restaurant i 2 salons de bellesa.
L'any 2000 a Mosnac hi havia 13 explotacions agrícoles que ocupaven un total de 620 hectàrees.

## Equipaments sanitaris i escolars
El 2009 hi havia una escola elemental integrada dins d'un grup escolar amb les comunes properes formant una escola dispersa.

## Poblacions més properes
El següent diagrama mostra les poblacions més properes.